# Али Абдула Салех
Али Абдула Салех (на арабски: علي عبدالله صالح) е йеменски военен, генерал, и политик и президент на Република Йемен от 1978 до 2011 година.

## Биография
Салех е роден през 1942 в село Баит ал Амар, близо до Сана. Завършва основно образование в с. Кутаб в малко религиозно училище. През 1958 постъпва в армията и е приет в офицерска школа за курсанти през 1960 година. Част е от състава на младите офицери, който планира и вдига революцията на 26 септември 1962 година. През 1962 – 1968 се бие на страната на републиканците в Гражданската война срещу монархистите. Раняван е неведнъж. През 1963 година е произведен в ранг младши лейтенант. През 1974 година участва в държавния преврат срещу Ал Иряни, а на 17 юли 1978 година е избран за президент на Република Йемен и главнокомандващ военните сили. През 1979 година е повишен в чин полковник, а на 20 май 1990 година е издигнат в генералски чин.
На 22 май 1990 година след няколко неуспешни опита е създадена Република Йемен в резултат на обединяването на Йеменската арабска република с Народната демократична република Йемен. Докато се постигне обаче единство в администрацията минава дълго време. През 1994 година избухва отново гражданска война между Севера и Юга, като в Аден старите войници вдигат бунт срещу доминиращите северняци. Бунтът е потушен през юли 1994 след превземането на Аден.
През 1999 година са проведени избори в държавата, като Али Абдула Салех печели 96% от вота. Неговият мандат ще продължи до септември 2006, като Салех обяви намерението си да се оттегли от президентския пост. Впоследствие Али Абдула Салех си променя мнението и решава да се кандидатира отново за президент и е преизбран за още един мандат.